# Schafpudel
Der Schafpudel gehört zu den Altdeutschen Hütehunden. Eine ähnliche und verwandte Hunderasse, die von der FCI unter Standard Nr. 313 anerkannt ist, existiert in den Niederlanden als Schapendoes.
Der Schafpudel verkörpert den Typ eines zottligen mittelgroßen bis großen uneinheitlichen Hütehundes, der seit Jahrhunderten überall in Nordeuropa durch den Schafhandel verbreitet und gekreuzt wurde und so zum Mitbegründer vieler lokaler moderner Rassen wurde. Sein Aussehen reichte damals vom flauschigen Hütespitz über kraushaarigen Pudel, bärtigem Terriertyp bis hin zum glatthaarigen Schäferhund, wobei er in Pommern häufig als weißer Pomeranian bezeichnet wurde. Der Schafpudel ist ein sehr intelligenter Arbeitshund.

## Herkunft

### Frühe Erwähnungen und Beschreibungen
Schafpudel werden bereits recht früh in Schriftquellen erwähnt, jedoch meist nicht näher beschrieben. Namensgebend ist vermutlich weniger eine (vermutete) Verwandtschaft zu der Hunderasse Pudel, sondern ein sprachlicher Zusammenhang mit dem niederdeutschen Pfuhl, despektierlicher: schlammige Pfütze, was auf das Weiche, pfuhlähnliche des Pudelfelles abhebt; ganz wie früher auch Pelzmützen Pudel genannt wurden. Es handelt sich damit um einen beschreibenden Namen, wie ihn auch die anderen Altdeutschen Hundeschläge führen (schwarze, gelbbäckige usw.), der diesen Hundetyp als zottelig beschreibt.
Zottelhaarige Herdengebrauchs- und Hütehunde waren einst weit verbreitet; einige ihrer Nachfahren werden heute nach Rassestandards gezüchtet. Zu ihnen lassen sich der niederländische Schapendoes, der PON (Pon), der ungarische Puli und Komondor, der französische Briard (Chien Berger de Champagne Brie) und der Barbet, der Bergamasker Hirtenhund, der Berger des Pyrénées und der Gos d’Atura Català zählen. Auch im schottischen Bearded Collie sollen ein paar Pommeranians eine Rolle gespielt haben, wie ein Gemälde von Thomas Gainsborough belegt. Man kann hier also regelrecht von einer breitgefächerten Pudelclade reden, die aufgrund ihrer Entstehung und der jahrhundertelang praktizierten Kreuzungen vorwiegend auf Viehmärkten, nicht von genetisch verifizierbaren Vorfahren ausgehen.
Strebel verwendet bei seiner Beschreibung des Deutschen zotthaarigen Schäferhundes weder den Namen Schafpudel noch den des Strobels, vertritt aber für zotthaarige Hunde aus dem Braunschweigischen eine gesonderte Abstammung von aus Polen herrührenden Schafhunden, die ihrerseits wiederum zusammen mit der Negretti-Schafzucht aus Spanien stammen sollen.
Was Strebel nicht wusste, war das mit Negretti eine ursprünglich aus Spanien stammende Linie der sächsischen Merinoschafzucht gemeint war, die sehr häufig mit Schafpudeln gehütet wurden.
Der Beschreibung nach taucht er 1872 auch in einem Artikel Adolf Müllers in der Zeitschrift Die Gartenlaube als eine der beiden „echten Schäferhundracen der Wetterau“ auf. Diesen „eisgrauen langhärigen“ Hunden, mit üppigem Behang, sei der Vorzug gegenüber denen der anderen „schwarzen krausen Race“, die der Beschreibung nach als schwarze / gelbbäckige Altdeutsche zu identifizieren sind, zu geben.

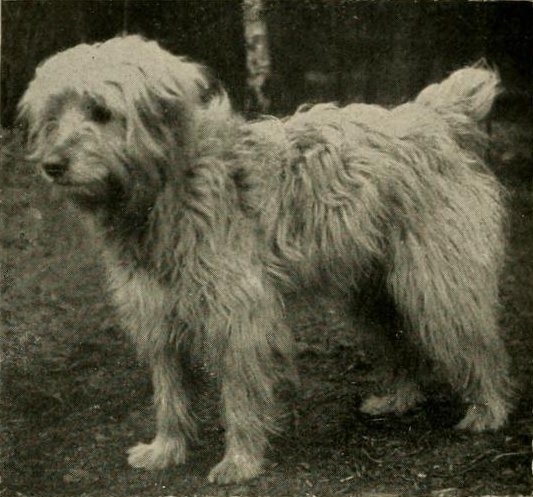
Schafpudel (Münsterland), 1921

Stephanitz nennt als Verbreitungsgebiet von zotthaarigen Schlägen den gesamten damaligen norddeutschen Sprachraum „von der Ostgrenze“ bis nach Westphalen, dabei jedoch „nicht allzu häufig, mehr inselartig auftretend“, sowie Süddeutschland, „namentlich in Württemberg, Schwaben und Oberbayern“. Die größten Zotthaarigen verortet er in Süddeutschland sowie in Ostpreußen. Für nordwestdeutsche, nach Westen hin in meist kleinerer Körpergröße auftretenden, Schläge nennt er explizit den Namen Schafpudel als gängige Bezeichnung. Den Abstammungsthesen, die eine Herkunft ganzer Schläge aus oft fernen Landen postulieren, gegenüber äußert er sich kritisch und verweist auf Wanderschäferei sowie Landschläge.
Löns fasst die europaweit verbreiteten Zotthaarigen durchweg unter der Bezeichnung Pudel zusammen:

„In Süddeutschland heißen die Pudel Strobel, in Frankreich Barbet, in Belgien und England Altenglischer Schäferhund oder Bobtail, in Rußland Owtscharka und in Ungarn Kommondorek.“

Er bemüht sich in seinen Werken nicht, seine Begeisterung für die, von ihm auch als Niederdeutsche Schäferhunde bezeichneten, Schafpudel aus dem norddeutschen Raum zu verbergen.
Er teilte die damals im deutschen Sprachraum vorkommenden Schafpudel in drei Typen ein:
1. den großen, den er auch mit dem Strobel gleichsetzt,
2. den Urtyp oder den mittleren Pudel, den er als den edelsten, pflichtgetreuesten uam. bezeichnet, und
3. den kleinen Pudel, den er als Hütepudel bezeichnet.

Diese drei Typen sind in den heute als Schafpudel und Strobel bekannten Schlägen der Altdeutschen Hütehunde aufgegangen bzw. mit ihnen identisch.

### Beginn einer Standardisierung beim Pommerschen Schafpudel
Im Jahre 1927 gründete der Tierarzt W. Wieland zusammen mit Gleichgesinnten den Verein für bodenständige Hütehunde, der sich dem Erhalt der damals in Pommern vorkommenden Schafhunde-Schläge verschrieb, die er folgendermaßen klassifizierte:
- Typ I: weißer zotthaariger Pommerscher, auch „Schäferpudel“; Rüden um die 60 cm, Hündinnen um die 55 cm; „ähnelt dem ungarischen Komondor“;
- Typ II: weißer schlichthaariger Pommerscher; bei Hündinnen bis auf 50 cm heruntergehend; in der Regel ziemlich leicht und feinknochig; „gleicht dem ungar. Kuvasz“;
- Typ III: schlicht langhaariger oder kraushaariger Hütehund, in der Regel blond; sehr klein, um 30 cm Höhe; Ähnlichkeit mit Skye Terrier oder Puli.

Bei Typ I und II waren gelbliche Anflüge am Behang nicht selten; vereinzelt traten auch stichelhaarige, genauer: nicht rein weiße Exemplare, sondern blaugraue oder weiße mit graublauen Flecken, auf. In anderen Veröffentlichungen wird noch ein weißer Hütespitz genannt, der in den Beschreibungen wie ein stehohriger Ost- bzw. Mitteldeutscher, aber mit weißem Fell, daherkommt; es wird vermutet, dass es sich bei ihm um einen Urahn des heutigen Weißen Schäferhundes handelt.
Die Typen I und III korrelieren mit den von Löns beschriebenen Schafpudel-Typen; einen Schlag von großen Zotthaarigen scheint es in Pommern nicht gegeben zu haben.
Wieland schwebte eine Reinzucht, im Sinne der Begründung von Hunderassen, vor. Dabei sollte Typ I den Namen Deutscher zotthaariger Hirtenhund, Typ II den Namen Langhaariger Deutscher Hirtenhund und Typ III den Namen Deutscher oder Pommerscher Hütehund erhalten. Den Terminus Hirtenhund wollte er einführen, zum einen, weil ihm die Analogie zu den Ungarischen Hirtenhunden passend erschien; und zum anderen, weil Schäferhund zwar richtig sei, aber er in Anbetracht der Entwicklung des modernen Stockhaarigen, also des Deutschen Schäferhundes, einen unterscheidungskräftigeren Namen suchte. Der Terminus Hütehund erschien ihm nur für den kleinen Typ III als angemessen.
Bis 1938 wurden im Zuchtbuch des Vereins 570 Hunde aller drei Typen eingetragen, davon 110 vom Typ I. Die Arbeit des Vereins für bodenständige Hütehunde gilt heute als wichtige Hilfestellung für die Zucht des Schafpudels; insbesondere die seinerzeit für den Typ I aufgestellten Rassekennzeichen werden dabei herangezogen.

### Erhaltungsbemühungen in der DDR
In der DDR wurde infolge der Kollektivierungen in der Landwirtschaft ausgiebiger und länger extensive Weidewirtschaft betrieben. Dabei setzte man vorrangig auf die Altdeutschen und gründete eine, ein Zuchtbuch führende, Spezial-Zuchtgemeinschaft für Herdengebrauchshunde. Dies kam jedoch vorrangig dem heute häufig Ost- bzw. Mitteldeutscher Hütehund genannten Altdeutschen zugute, der besser unter seinem Namen Altdeutscher Schäferhund bekannt war. Der zahlenmäßig weniger vertretene Schafpudel führte auch hier eher ein Schattendasein. Dennoch waren diese Bedingungen für den Erhalt des Schafpudels günstiger als in der Bundesrepublik, wo der Schafpudel nahezu ganz verschwand. Auch heute finden sich Schafpudel vornehmlich noch in Sachsen-Anhalt, Mecklenburg-Vorpommern und Thüringen.
Die Wendezeit wirkte sich für den Schafpudel und den Mitteldeutschen Altdeutschen ungünstig aus, da mit den Strukturänderungen, die auch in der Landwirtschaft vonstattengingen, auch der Bedarf an Herdengebrauchshunden zurückging. Dabei gingen viele gute Zuchtlinien des Schafpudels verloren. Wurde Weidewirtschaft vorher noch nach Art der Wanderschäferei mit größeren Herden betrieben, so ist diese Wirtschaftsweise inzwischen nahezu ganz verschwunden.
Dennoch werden auch heute noch Schafpudel beim Hüten an Schafen eingesetzt. Aufgrund des Rückganges der Schafhaltung und des gleichzeitigen Bemühens einiger Züchter, diesen Hundetyp zu erhalten, kommen in den letzten Jahren immer mehr Schafpudel auch in private Hände.

## Beschreibung
Der Schafpudel ist einer der beiden zotthaarigen Schläge der Altdeutschen Hütehunde. Er ist das norddeutsche Gegenstück zum vorrangig in Süddeutschland beheimateten Strobel. Während letzterer im Körperbau eher dem Süddeutschen Typ entspricht, also häufig eine hochläufige, im Verhältnis der Gesamtproportionen schmal wirkende, eher große als mittelgroße Erscheinung ist, weist der Schafpudel gemeinhin eine etwas kompaktere, rechteckigere und untersetztere Statur auf; dabei wirkt er aber keinesfalls schwerfällig.
Einen verbindlich festgelegten Rassestandard gibt es nicht. Als allgemeine Beschreibung werden jedoch die 1938 von Lüders, Rassow und Wieland aufgestellten Rassekennzeichen des 1927 gegründeten Vereins für bodenständige Hütehunde herangezogen und als bei der Zucht für hilfreich angesehen.
Schafpudel sind insgesamt eher mittelgroß; für Rüden werden 50–60 cm und für Hündinnen 45–55 cm Widerristhöhe genannt. Tiere mit größerer Widerristhöhe sind nach den Rassekennzeichen von der Zucht auszuschließen.
Das Zotthaar und der Behang sind ausgeprägt; Unterwolle ist vorhanden. Auch die Rute ist bis zur Spitze gut behaart. Alle Farben sind erlaubt, auch geschecktfarben. Typische Farben sind weiß, verschiedene Grautöne, sowie blau (schimmelfarben), weizenfarben und schwarz. Der kräftige, breitschädelige Kopf ist üppig behaart. Kipp- oder Stehohren kommen manchmal auch vor, werden aber nicht als typgerecht angesehen bzw. entsprechen nicht den Rassekennzeichen. Eine starke Lefzenbildung ist nicht erwünscht; letzteres läge bei Hunden vor, bei denen der Unterkiefer von der Seite aus gesehen, bei geschlossenem Fang nicht deutlich unter der Oberlippe zu sehen wäre. Bei den braunen Augen des Schafpudels wird auf einen ruhigen, intelligenten und wachen Blick Wert gelegt.
Eine Verpaarung mit anderen Schlägen von Altdeutschen oder anderen zotthaarigen Hunderassen ist nicht zulässig.

## Wesen
Der Schafpudel ist ein Arbeitshund, zu dessen Aufgaben die zum Teil völlig selbständige, im Grunde ganztägige, Arbeit an der Herde gehört. Er ist ein intelligenter, temperamentvoller, aktiver, ausdauernder und lernwilliger Hund, der ausgeprägtes Hüteverhalten zeigt. Auf diese Eigenschaften wurde er jahrhundertelang selektiert. Daher achten Züchter, die geeignete Exemplare in Privathände geben, darauf, dass die Hunde zu außerordentlich sportlichen Menschen mit viel Platz kommen. „Schafpudel sind besondere Hunde, die von ihrem Rudel Besonderes fordern.“
Durch die ausgeprägte Hütehundcharakteristik mit Schutztrieb ist ein naher und enger Kontakt zur Familie wichtig für diese Rasse. Von einer Zwingerhaltung ist absolut abzuraten. Beim Einsatz des Schafpudels als Familienhundes ist eine klare Unterordnung von Beginn an essentiell und eine Hundeschule ab dem Welpenalter empfehlenswert.